# Ebone (commune)
Ne doit pas être confondu avec Ebone.
Ébonè est une commune camerounaise située dans le département du Moungo et la région du Littoral. Son ressort territorial est celui de l'arrondissement de Nlonako, qui comptait 14 261 habitants en 2010.

## Géographie
La localité d'Eboné est située sur la route nationale 5 à 9 km au sud du chef-lieu départemental Nkongsamba.
La commune s'étend au nord du département du Moungo.
|       | Nkongsamba III | Nkongsamba I |
| Manjo | Eboné          | Nkondjock    |
|       | Loum           | Yabassi      |

## Histoire
La commune d’Eboné est créée en 1995 par démembrement de la commune rurale de Nkongsamba.

## Chefferies traditionnelles
L'arrondissement de Nlonako compte deux chefferies traditionnelles de 2e degré reconnues par le ministère de l'administration du territoire et de la décentralisation :
- 425 : Canton Bakaka
- 426 : Canton Balondo

## Quartiers et villages

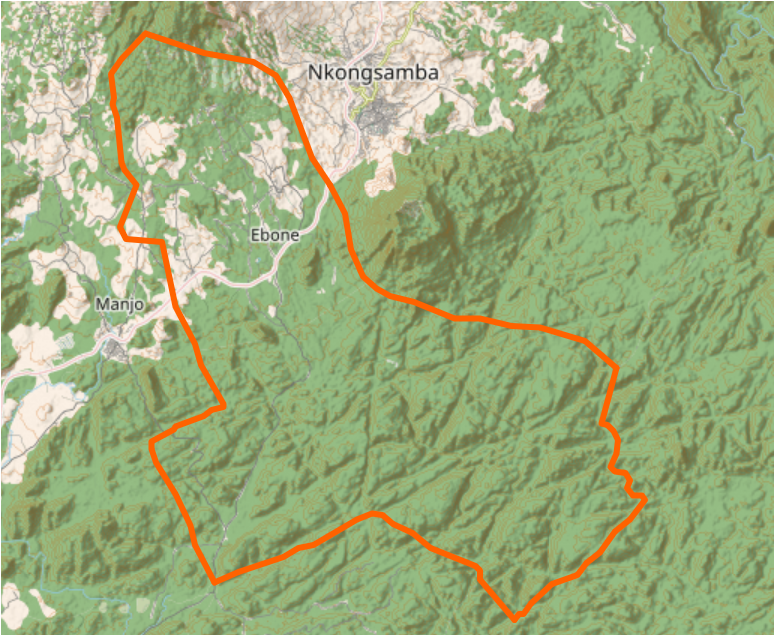
Limites communales

Outre Eboné proprement dit, la commune comprend 23 villages regroupés en 2 cantons. Elle compte trois localités semi-urbanisées : Eboné, Ndoungue et Manengole. Le chef-lieu Eboné est constitué de sept quartiers : Ekomkoh, Ebonembeng, Ekombeng, Ebonekoh, Ntamakoh, Mbaka, Eyangbeng.

### Nlonako Ville
- Ndoungué Bang

### Bakaka
- Badjoki 1
- Badjoki 2
- Badjong
- Bakakte
- Bakwat
- Bwanebwa
- Ekohok
- Ekomdiong
- Ekomtolo
- Eyimba
- Mambellion
- Manengole
- Manengouba 1
- Manengouba 2
- Mangamba
- Mbaka
- Ndi
- Ndiang Ekom
- Ndimoa
- Ndjanga
- Ndombeng
- Ndoungué Village
- Nkongnine
- Ntolo
- Nyamsa
- Salmoa
- Quartier Dschang
- Singa Ngal
- Singuediang

### Balongo
- Badjong
- Eyimba
- Nlonako Balondo
- Singa Ngal

### Eboné
- Ebonè